# Основні властивості та параметри промивальних рідин
Основні властивості та параметри промивальних рідин — кількісну оцінку властивостей промивальної рідини називають її параметрами. Найважливішими параметрами промивальних рідин є наступні:
- Густина — це маса одиниці об‘єму промивальної рідини. За ра-хунок своєї густини, промивальна рідина попереджає проникнення пластових флюїдів у свердловину, зменшує руйнування стінок сверд-ловини, частинки породи краще утримуються у рідині і не випадають на вибій свердловини.

Густина рідини нормується діючими правилами в бурінні. Для створення репресії на пласт, гідростатичний тиск стовпа промивальної рідини для глибин до 1200 м повинен переважати пластовий тиск на 10 — 15 % (але не більше ніж на 1,5 МПа), для глибин до 2500 м — відповідно 5 — 10 % (2,5 МПа), а для більших глибин — на 4 — 7 % (але не більше 3,5 МПа).
Розрізняють істинну і позірну густину. У буровій промивальній рідині присутня певна кількість повітря або газу. Повітря зменшує густину рідини. Густина рідини без повітря є істинною, а з повітрям — позірною.
Густина промивальної рідини заміряється ареометрами АГ-1, АГ-3ПП та важільними вагами. Одиницею виміру є кг/м3 або т/м3. Ві-дхилення фактичної густини промивальної рідини від заданої (проек-тної) не повинно перевищувати ± 20 кг/м3.
- Умовна в'язкість характеризує опір бурової промивальної рідини її прокачуванню. Умовну в'язкість заміряється лійкою Марша (віскозиметр ВБР-1) у секундах витікання 500 см3 промивальної рідини із лійки в яку налито 700 см3 розчину. Вода із лійки повинна витікати за 15 с.

В'язкість можна визначити за такою простою формулою :
μ = ρ (t — 25)
де μ = ефективна в'язкість у сантипуазах
ρ = густина у г/см3
t = час витікання розчину в секундах
Оптимальна величина в'язкості залежить від конкретних умов буріння. З точки зору зменшення витрат енергії на промивання сверд-ловини, якості очищення рідини від вибуреної породи та газу потрібні рідини з мінімальною в‘язкістю, а для поліпшення виносу шламу із свердловини, утримання шламу під час зупинки циркуляції потрібні рідини з більшою в‘язкістю. При високій в'язкості можуть руйнуватися стінки свердловини.
- Водовіддача (фільтрація — Ф) характеризує здатність бурової промивальної рідини відфільтровувати воду у стінки свердловини (бокову породу). Водовіддачу вимірюють приладами ВМ-6 і ВГ-1. Визначається об᾽єм води, який відфільтровується із 100 см3 промивальної рідини за 30 хв. У приладах ВМ-6 і ВГ-1М водовіддача вимірюється при тиску 1 ат і кімнатній температурі. Приблизну водовіддачу можна визначити за 7,5 хв., помноживши одержане значення на 2. Водовіддача суттєво залежить від температури і тиску. Вимірювання водовіддачі при більш високих тисках і температурах виконується на фільтр-пресах. На фільтр-пресі ФП-200 водовіддача вимірюється при температурі до 200°С і тиску 15 МПа. Чим менша водовіддача промивальної рідини, тим вона більш якісна, але підтримання низької водовіддачі вимагає значних затрат. Особливо важливо, щоб промивальна рідина мала низьку водовіддачу у вибійних умовах.

- Товщина глинистої кірки. При вимірюванні водовіддачі (при-лад ВМ-6) на фільтрувальному папері утворюється кірка. Її товщина та вигляд також визначає якість промивальної рідини. Товщина кірки заміряється у мм. Кірка повинна бути тонкою (близько 1 — 2 мм) і щільною. Тонка і щільна кірка не дозволяє фільтратові проникати глибоко у пласт, захищає стінки від впливу фільтрату (води). Пухка кірка свідчить про низьку якість промивальної рідини і збільшує імовірність прихоплення (прилипання) бурильної колони.

- Статичне напруження зсуву (СНЗ). Бурові промивальні рідини відносяться до бінгамівських, тобто неньютонівських рідин. За рахунок утворення тиксотропної структури, для зрушення рідини з місця потрібно створити певне зусилля. Під час руху промивальної рідини її структура частково руйнується і опір зміщенню сусідніх шарів рідини зменшується.

СНЗ характеризує властивість бурової промивальної рідини утворювати структуру певної міцності (зв᾽язності). СНЗ заміряють приладом СНЗ-2 після залишення у спокої промивальної рідини на 1 хв. і 10 хв. Параметр СНЗ має розмірність мгс/см2, або в дПа (деципаскаль, 10−1 Пa). Промивальні рідини в яких СНЗ близьке до 0 не створюють структури; у цьому випадку шлам із свердловини виноситься погано, при зупинці циркуляції промивальної рідини, вибурена порода і тверді частинки обважнювача випадають на вибій, густина розчину зменшується, можливе утворення корків у бурильних трубах і втрати циркуляції. Високі значення СНЗ призводять до високих динамічних тисків при спуску та підйомі бурильної колони, руйнування стінок свердловини за рахунок коливань тиску, високих тисків у напірному трубопроводі насосів при відновленні промивки. Оптимальні значення СНЗ знаходяться у межах 10 — 60 дПа. При цьому, СНЗ за 1 хв. повинно бути приблизно у два рази вищим ніж СНЗ за 10 хв.
- Граничне динамічне напруження зсуву характеризує міцність структури бурової промивальної рідини, вказує на зусилля, яке потрібно прикласти до рідини, щоб вона почала рухатися. Визначається на віскозиметрах ВСН-3 та їх аналогах. Позначається буквою τо, або YP (yield point), точка піддавання. Одиниці вимірювання — Па (стара одиниця вимірювання, мгс/см2). Принцип роботи віскозиметра подібний до приладу для вимірювання СНЗ. Віскозиметр може вимірювати опір руху промивальної рідини при різних числах обертів: 0,2; 200; 300; 400;600 хв−1.

- Пластична в'язкість характеризує ріст напруження зсуву з ро-стом швидкості зсуву. Вимірюється у Па·с або сП (сантипуаз). Визначається кутом нахилу прямої залежності напруження зсуву від градієнту швидкості зсуву. Пластична в‘язкість це та частина опору руху рідини, яка викликається механічним тертям. Вона залежить від вмісту твердої фази, розміру і форми частинок, в‘язкості рідкої фази. Позначається буквою ηпл або PV. Визначається за показаннями віскозиметра ВСН-3 або інших ротаційних віскозиметрів.

- Ефективна (уявна або позірна) в'язкість характеризує загальний опір рухові рідини, як на руйнування структури (зрушення) так і на подолання в‘язкості. Ефективна в‘язкість залежить від швидкості руху рідини. Ефективна в'язкість визначена при 600 хв−1 віскозиметра.

- Концентрація водневих йонів (рН) — це логарифм концентрації водневих йонів у фільтраті промивальної рідини, взятий з протилежним знаком. Водневий показник електрично нейтрального середовища рН = 7, лужного середовища 7 < рН — 14, кислого 1 — рН < 7. Водневий показник має дуже важливе значення для оцінки якості промивальних рідин на водній основі. Деякі види хімічно оброблених рідин стабільні лише у визначеному діапазоні рН. При рН < 7 суттєво інтенсифікується корозія сталевих труб, а при рН — 10 — труб із алюмінієвих сплавів.

Водневий показник вимірюють за допомогою лакмусового паперу або електронних рН-метрів.
- Седиментаційна стійкість характеризується двома показниками: добовим відстоєм і стабільністю.

Добовий відстій — це об'єм дисперсійного середовища, який виділився за одну добу спокою із 100 см3 промивальної рідини, налитої у мірний циліндр.
Стабільність — це різниця густин промивальної рідини, що знаходиться у нижній і верхній половині спеціального циліндра (ЦС-1), після 1 доби спокою. В якісних промивальних рідинах добовий відстій дорівнює нулю, а показник стабільності не перевищує (20 — 30) кг/м3.
- Вміст піску  це відношення об'єму осаду, який утворюється при відстоюванні протягом 1 хвилини промивальної рідини, розведеної водою, до об'єму вихідної промивальної рідини. Для вимірювання вмісту піску використовують скляний (відстійник Лисенка) або металевий відстійник (ОМ-2).

- Вміст газу контролюють для того, щоб виявити початок газопрояву у свердловині. Наявність газу погіршує роботу насосів, збільшує в'язкість промивальної рідини, призводить до зменшення гідростатичного тиску у свердловині.

Вміст газу у промивальній рідині визначають методом розведення або з допомогою приладу ВГ-1, ПГР-1.
- Електричні властивості. Здатність промивальної рідини пере-шкоджати протіканню електричного струму характеризується величиною питомого опору. Для оцінювання питомого опору у промивальну рідину занурюють спеціальний зонд, який складається з двох електродів.

Питомий опір промивальної рідини на водній основі зменшується із збільшенням ступеня її мінералізації і температури і залежить від складу солей у водному середовищі. Для успішного проведення геофізичних досліджень у свердловині, які основані на замірі електричного опору порід, питомий опір рідини повинен бути не меншим, ніж (0,8 — 1,0) Ом·м.
Промивальні рідини на водній основі вважаються неелектропровідними. Проте, якщо у рідину опустити два електроди і поступово збільшувати різницю потенціалів, то між електродами виникає електричний розряд. Різниця потенціалів, при якій виникає розряд, називається напругою електропробою. Напруга електропробою є важливою характеристикою таких рідин.
- Термостабільність. Властивості промивальних рідин суттєво змінюються при зміні температури і тривалому їх нагріванні. Для кожного виду промивальної рідини і кожного реагента існують критичні температури, при перевищенні яких у рідині відбуваються необоротні зміни властивостей, а реагенти розкладаються. Цю температуру беруть за межу термостабільності.
- Мастильні властивості характеризують здатність промивальної рідини зменшувати втрати енергії на тертя. Показником мастильних властивостей є коефіцієнт тертя. Показники мастильних властивостей промивальних рідин вимірюються з допомогою різних приладів тертя (трибометрів): чотирикулачкових, Амслера, МКВ-К, Тімкен, АИ-3, ПТ-2 та інших.

Крім розглянутив параметрів промивальної рідини існують й інші. Це вміст нафти у промивальній рідині, вміст твердої фази, в тому числі вміст колоїдної фази, глинистої фази, обважнювала, вміст солей калію, кальцію, магнію, натрію, хлору, сульфату, та загальна мінералізація фільтрату промивальної рідини. Заміряється липкість глинистої кірки, яка може вказати на небезпеку прихоплення бурильного інструменту. Всього у лабораторіях промивальних рідин вимірюють біля 20 параметрів промивальних рідин.